# Stazione di Mola di Bari
La stazione di Mola di Bari è una stazione ferroviaria posta sulla linea Adriatica, a servizio dell'omonimo comune.

## Strutture e Impianti
La fermata è composta da tre binari.
Solitamente il binario 1 viene utilizzato per il traffico diretto verso Brindisi/Lecce mentre i binario 2 viene utilizzato per il traffico diretto a Bari/Foggia. Il binario 1 tronco veniva utilizzato come capolinea per la SFM di Bari.

## Movimento
La fermata ferroviaria viene servita da treni regionali per Trenitalia.